# 葉重第
葉重第（1558年—1599年），字道及，號振齋，直隸蘇州府吳江縣人，民籍，明朝政治人物。

## 生平
與袁黃同為楊起元門生。萬曆四年（1576年）丙子科應天鄉試第三十五名舉人，十四年（1586年）中式丙戌科會試第十五名，三甲第五十四名進士。刑部觀政，授浙江山陰縣知縣，丁憂未任，起為玉田縣知縣，擢工部主事，升員外郎，二十六年（1598年）十二月出為貴州按察司僉事，二十七年（1599年）卒。

## 家族
曾祖葉紳，尚寶司少卿；祖父葉旦，字文卿；父葉可畏，字懋時，庠生。母吳氏。具慶下。兄葉初春（萬曆八年進士）、葉宗直（萬曆七年舉人）、葉汝華（隆慶四年舉人）、葉之本、葉有本（庠生）、葉重楨、葉重光（隆慶元年舉人）、葉重元、葉重熙、葉有志（俱監生）、葉重勳、葉重華（廩生）、葉重照、葉重科（俱庠生），弟葉重輝、葉重耀。
在赴玉田縣任知縣途中，夫人馮氏產下一子。夫婦曾育有四子皆早殤。在馮氏建議下，葉重第依習俗，將僅四個月大的幼子葉紹袁過繼給同榜進士好友袁黃撫養。